# Prosdócimo de Padua
Prosdócimo fue un santo católico del siglo I. Según la tradición, fue el primer obispo de Padua, ciudad de la que es patrón junto a san Antonio, santa Justina y san Daniel. La festividad de san Prosdócimo es el 7 de noviembre.
Se supone que llegó a la península itálica acompañando a san Pedro. Se dedicó a evangelizar y a bautizar, entre otras personas, a santa Justina. Primer obispo de Padua, tuvo como diácono y colaborador a san Daniel. Las reliquias de Prosdócimo se veneran en la Basílica de Santa Justina de Padua. En su capilla se expone el testimonio iconográfico más antiguo del santo: un relieve en mármol del siglo V.

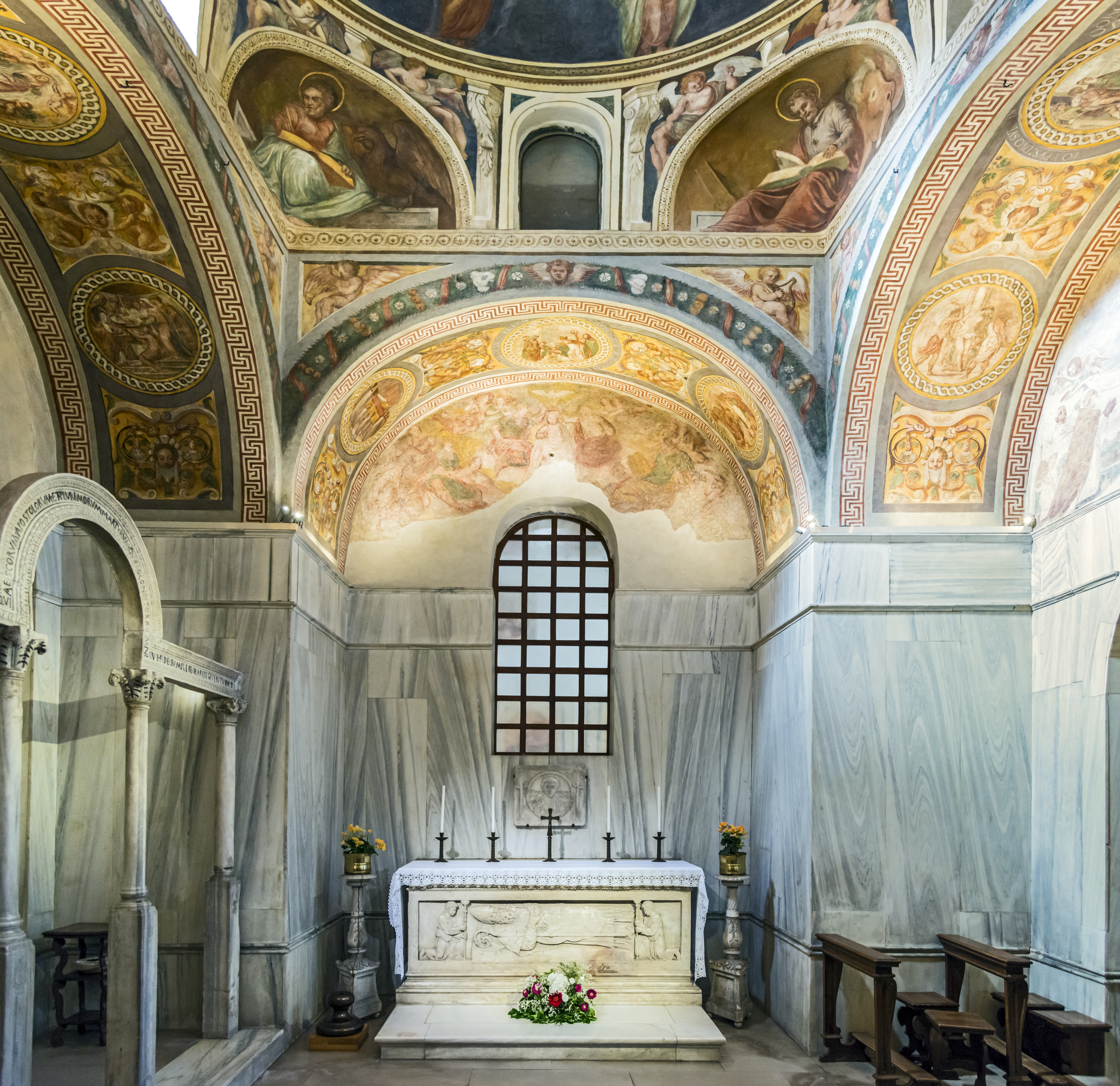
El santuario de San Prosdócimo en Padua.
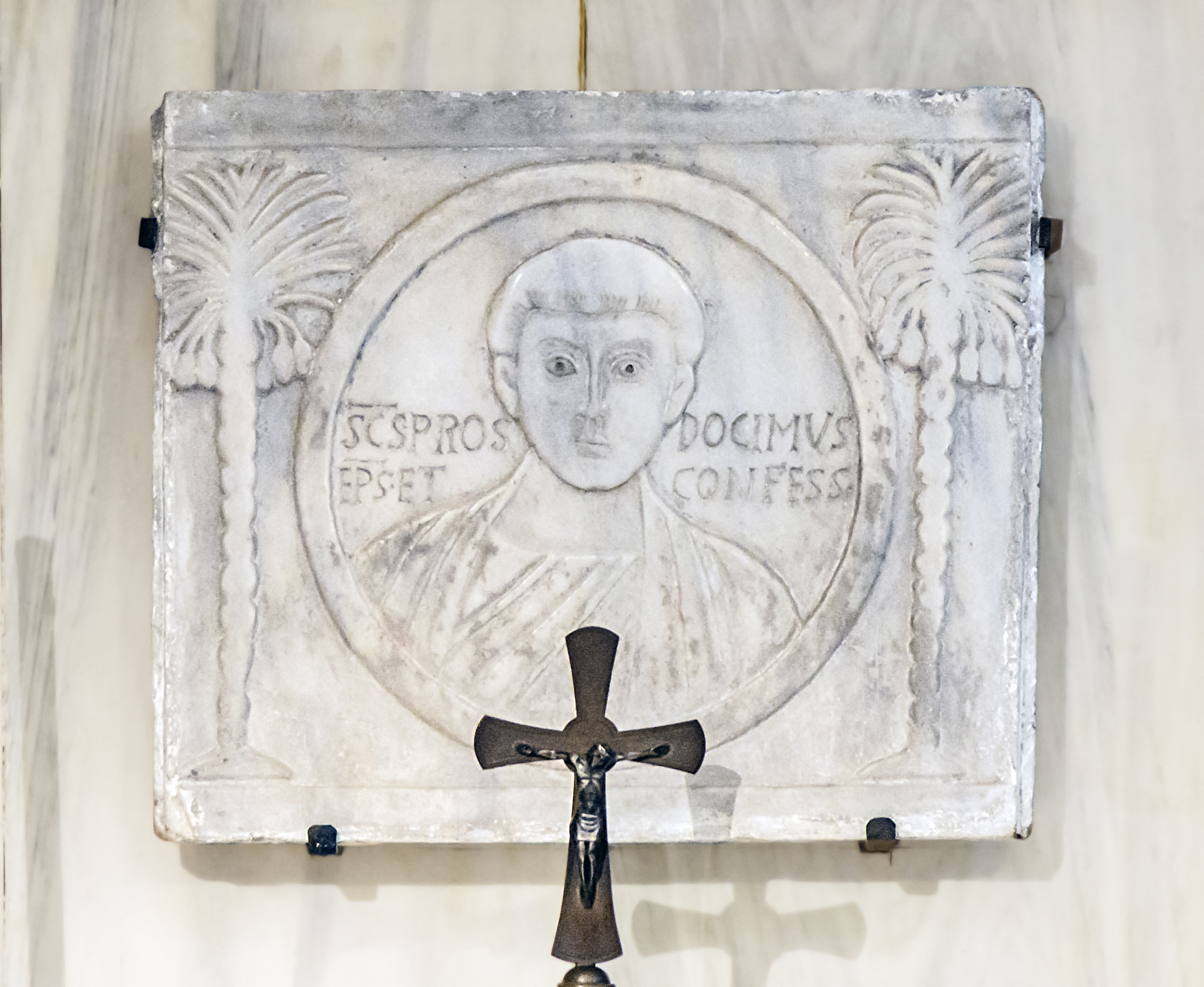
Un relieve en mármol del santo del siglo V.
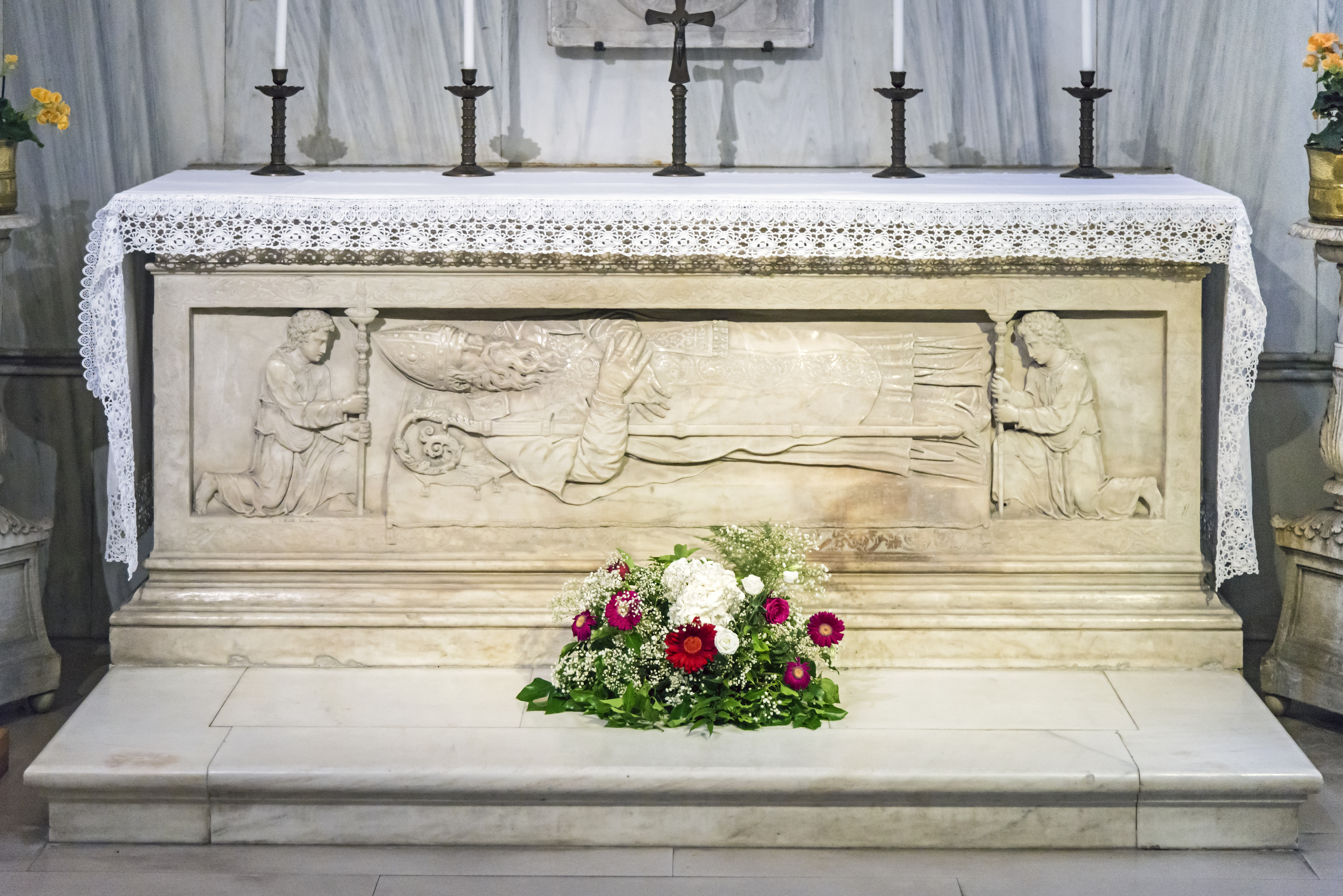
La tumba, el sarcófago sirve al mismo tiempo de altar.

## Iconografía
Los artistas más importantes que representaron a san Prosdócimo fueron Donatello, quien realizó su escultura de bronce para el altar mayor de la Basílica de San Antonio de Padua (1446-1453), y el pintor Andrea Mantegna, quien lo representó en su Políptico de San Lucas (1453-4, Pinacoteca de Brera, Milán). En ambos casos, Prosdócimo aparece con el aguamanil bautismal y las vestiduras episcopales que le caracterizan.